# Fella El Djazairia
Pour les articles homonymes, voir Fulla.
Fulla également connue sous le nom Fella El djazairia (en arabe : فلة الجزائرية), de son vrai nom Fella Ababsa, est une chanteuse chaoui franco-algérienne, née le 23 avril 1961 à Saint-Denis en Seine-Saint-Denis

## Biographie
Issue d'une famille de chanteurs, avec un père chantant le sahroui (saharien) algérien, Abdelhamid Ababsa, et une sœur, Naïma Ababsa, qui chantant le assimi (algérois).
À ses débuts, elle interprète des chansons algériennes et maghrébines, puis égyptiennes et moyen-orientales. Connue au Maghreb comme «Soltanate Ettarab» (reine du chant arabe), elle s'est produite dans les pays du Moyen-Orient, Liban, Irak, Égypte, mais a été interdite sur le territoire égyptien à la suite de démêlés avec la justice égyptienne. En 2018, elle a déclaré mettre fin à sa carrière.
Elle fait partie des premiers signataires de la société Emiratie Sawt el Arab ART, qui devient Rotana par la suite. Cette coopération a duré 20 ans, jusqu'à ce que son contrat soit mis à terme en 2009. Elle devient par la suite sa propre manager et productrice. Elle coopère ponctuellement avec diverses autres productions, notamment Melody, et al Anoud Productions au Liban.

## Albums
Albums algériens et maghrébins :
- Afrah Fullawiya (Algerian wedding songs) 2017
- Sidi Khaled
- Aryass
- Best of Fella
- Fella chansons de mariages
- Fella en Tunisie
- Fella au Maroc
- Kil Lyoum
- Fiq ya achq zin

Albums arabes :
- Tachakourat 2002
- Oriental Magic
- Best of khalij
- Fella khaliji (sawt el khalij)
- Fella sahrat tarab
- Lama Raeto 2005
- Ahl el maghna
- Badr 14
- Ya msafer lel jefa
- Mnawar hayina
- Fulla Remix Dances